# Love Somebody (Morgan Wallen)
Love Somebody is een nummer van de Amerikaanse zanger Morgan Wallen uit 2024.
"Love Somebody" gaat over de zoektocht naar een echte liefde in een wereld vol oppervlakkige relaties en vluchtige ontmoetingen. Het nummer werd een grote hit in Amerika en bereikte daar de nummer 1-positie in de Billboard Hot 100. In de Nederlandse Top 40 was het nummer met een 9e positie ook succesvol. Hiermee werd het de tweede Nederlandse hit voor Wallen, nadat hij meezong op I Had Some Help van Post Malone.

## Tracklijst
Muziekdownload
1. "Love Somebody" - 3:24